# Mine d'Estevan
La mine d'Estevan, dite aussi mine de Boundary Dam, est une mine à ciel ouvert de lignite située au sud de la province canadienne de la Saskatchewan à Estevan. Elle produit 6 millions de tonnes de lignite qui alimentent les centrales électriques de Boundary Dam et de Shand. Celles-ci fournissent 50% de l'électricité consommée en Saskatchewan. La mine appartient à la société Westmoreland.

## Situation
La mine d'Estevan se situe sur la municipalité rurale d'Estevan n°5, au sud et à l'est de la ville d'Estevan. Elle s'étend de part et d'autre de la rivière Souris sur 203 km2. À proximité se trouve la mine de Bienfait,.

## Production
La production annuelle s'élève à 6 millions de tonnes en 2008, 4,4 en 2024 et les prévisions pour 2025 sont à 3,1. Cette production est entièrement dédiée à l'alimentation de deux centrales électriques de la société provinciale SaskPower. 4,6 millions de tonnes alimentent la centrale électrique de Boundary Dam et 1,5 million de tonnes celle de Shand. L'électricité ainsi produite compte pour la moitié de l'électricité produite en Saskatchewan,,.

## Géologie
Le lignite se répartit dans deux couches, la couche d'Estevan d'une épaisseur variant de 3 à 4,5 m et la couche de Roche Percée d'une épaisseur plus faible allant de 0,6 à 2 m. Cette dernière couche située 15 à 23 m plus bas que de la précédente est rarement rentable à exploiter. Ces couches appartiennent à la formation de Ravenscrag datant du Paléocène.